# Guiraudo lo Ros

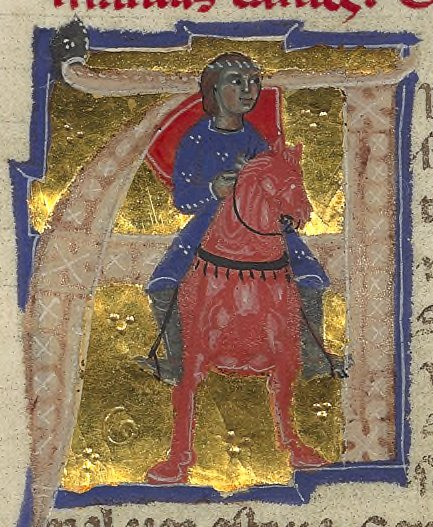
Guiraudo em um cavalo vermelho, de um manuscrito do século XIII

Guiraudo lo Ros (significando "o ruivo") foi um trovador occitano de Toulouse, de uma família pobre da nobreza cavalheiresca, ativo por volta de 1195. Sua vida, uma prosa biográfica trovadoresca, diz que ele serviu à corte do conde Afonso, provavelmente Afonso-Jordão, ou algum descendente dele.
Na corte, Guiraudo se apaixonou pela condessa, filha de seu senhor, e a experiência desse amor o ensinou a compor canções.
O poeta foi renomado à sua época, sendo mencionado pelo trovador Monge de Montaudon e por Guiraut Riquier no partimen Senh’en Jorda, sie·us manda Livernos. Sete de seus poemas, de caráter leve e comum, foram preservados.